# 콜린주

콜린주

콜린주(프랑스어: Collines)는 베냉 중부에 위치한 주로, 주도는 사발루이며 면적은 13,561km2, 인구는 716,558명(2013년 기준)이다. 북쪽으로는 보르구주와 동가주, 남쪽으로는 주주, 플라토주와 접하며 서쪽으로는 토고, 동쪽으로는 나이지리아와 국경을 맞대고 있다.
1999년 주주에서 분리되어 신설되었다. 6개 지방 자치체(반테, 다사주메, 글라주에, 우에세, 사발루, 사베)를 관할한다.